# Cự Dã
Cự Dã (tiếng Trung: 巨野县; bính âm: Jùyě xiàn) là một huyện của địa cấp thị Hà Trạch, tỉnh Sơn Đông, Trung Quốc.

### Trấn
| - Cự Dã (巨野镇) - Long Cố (龙固镇) - Đại Nghĩa (大义镇) - Liễu Lâm (柳林镇) - Chương Phùng (章缝镇) - Đại Tạ Tập (大谢集镇) | - Độc Sơn (独山镇) - Kỳ Lân (麒麟镇) - Hạch Đào Viên (核桃园镇) - Điền Trang (田庄镇) - Thái Bình (太平镇) | - Vạn Phong (万丰镇) - Đào Miếu (陶庙镇) - Đổng Quan Đồn (董官屯镇) - Điền Kiều (田桥镇) - Doanh Lý (营里镇) |